# Itamaraju
Itamaraju este un oraș în statul Bahia (BA) din Brazilia.